# Marc Andreessen
Marc Andreessen (* 9. července 1971) je americký podnikatel, investor, softwarový inženýr a multimilionář známý především jako spoluautor Mosaicu, prvního široce rozšířeného webového prohlížeče, a spoluzakladatel Netscape Communications Corporation. Založil a později prodal softwarovou firmu Opsware.
Marc Andreessen je také spoluzakladatel Ning, společnosti, která poskytuje platformu pro sociální sítě. Je členem představenstva Facebooku,  eBay a HP. Andreessen je také častým hostem a hlavním řečníkem na konferencích v Silicon Valley.

## Mládí a vzdělání
Narodil se v Cedar Falls v Iowě a vyrůstal v New Lisabon ve Wisconsinu. Byl přijat na bakalářské studium počítačových věd na University of Illinois. Ještě jako vysokoškolák byl zaměstnán u IBM v texaském Austinu.
Andreessen během studií také pracoval v Národním centru pro superpočítačové aplikace (NCSA), kde se seznámil s Timem Berners-Leem a se standardy pro World Wide Web. Společně s na plný úvazek placeným spolupracovníkem Ericem Binou pracovali na vytvoření uživatelsky příjemého prohlížeče s integrovanou grafikou, která by fungovala na široké škále počítačů. Výsledkem byl webový prohlížeč Mosaic. Později oba opustili NCSA a založili Netscape Communications Corporation.

## Netscape
Po absolvování univerzity v roce 1993 se přestěhoval do Kalifornie a začal pracovat v Enterprise Integration Technologies.
Pozděli se setkal s Jimem Clarkem, zakladatelem Silicon Graphics. Clark věřil, že prohlížeč Mosaic bude mít velké obchodní možnosti a navrhl zahájení internetového softwaru. Brzy poté založil spolu s Andreessenem jako spoluzakladatelem a viceprezidentem pro technologie Mosaic Communications Corporation (Mountain View, Kalifornie). University of Illinois se ale nelíbilo užívání názvu Mosaic, takže Mosaic Communications, změnila svůj název na Netscape Communications a jeho vlajkovou lodí se stal webový prohlížeč Netscape Navigator.
Netscape se v roce 1995 dostal do povědomí veřejnosti. Byl uveden na titulní straně časopisu Time  a dalších publikací.
Úspěch Netscape přilákal pozornost Microsoftu, který rozpoznal jeho potenciál a chtěl, aby se dostal do čela probíhající internetové revoluce. Microsoft sebral zdrojový kód Mosaic z Spyglass, Inc, odnož z University of Illinois, a změnil jej na Internet Explorer. Výsledná bitva mezi oběma společnostmi se stala známá jako válka prohlížečů.
Netscape byl odkoupen v roce 1999 za 4,2 miliardy amerických dolarů společností AOL, kde Andreessen následně zastával pozici technického ředitele.

## Aktuální podniky
Spoluzaložil Ning  a je investorem sociální zpravodajské internetové stránky digg a několika dalších technologických firem, jako je Plazes, Netvibes, CastTV a Twitter. Jeho dalším projektem byl prohlížeč RockMelt (2009).
5. července 2009 oznámil spolu se svým dlouholetým obchodním partnerem Benem Horowitzem založení firmy rizikového kapitálu Andreessen Horowitz, která se věnuje odvětví informačních technologií.
Horowitz získal většinový podíl ve Skype Limited. V roce 2010 investorská skupina včetně Andreessena a Horowitze investovala 46 mil. dolarů do Kno Inc., digitální platformy společného vzdělání.

## Osobní život
V roce 2006 se oženil s Laurou Arrillaga. Laura Arrillaga je zakladatelkou Silicon Valley Venture fund, a dcera miliardáře Johna Arrillaga.